# Andreas Siegert

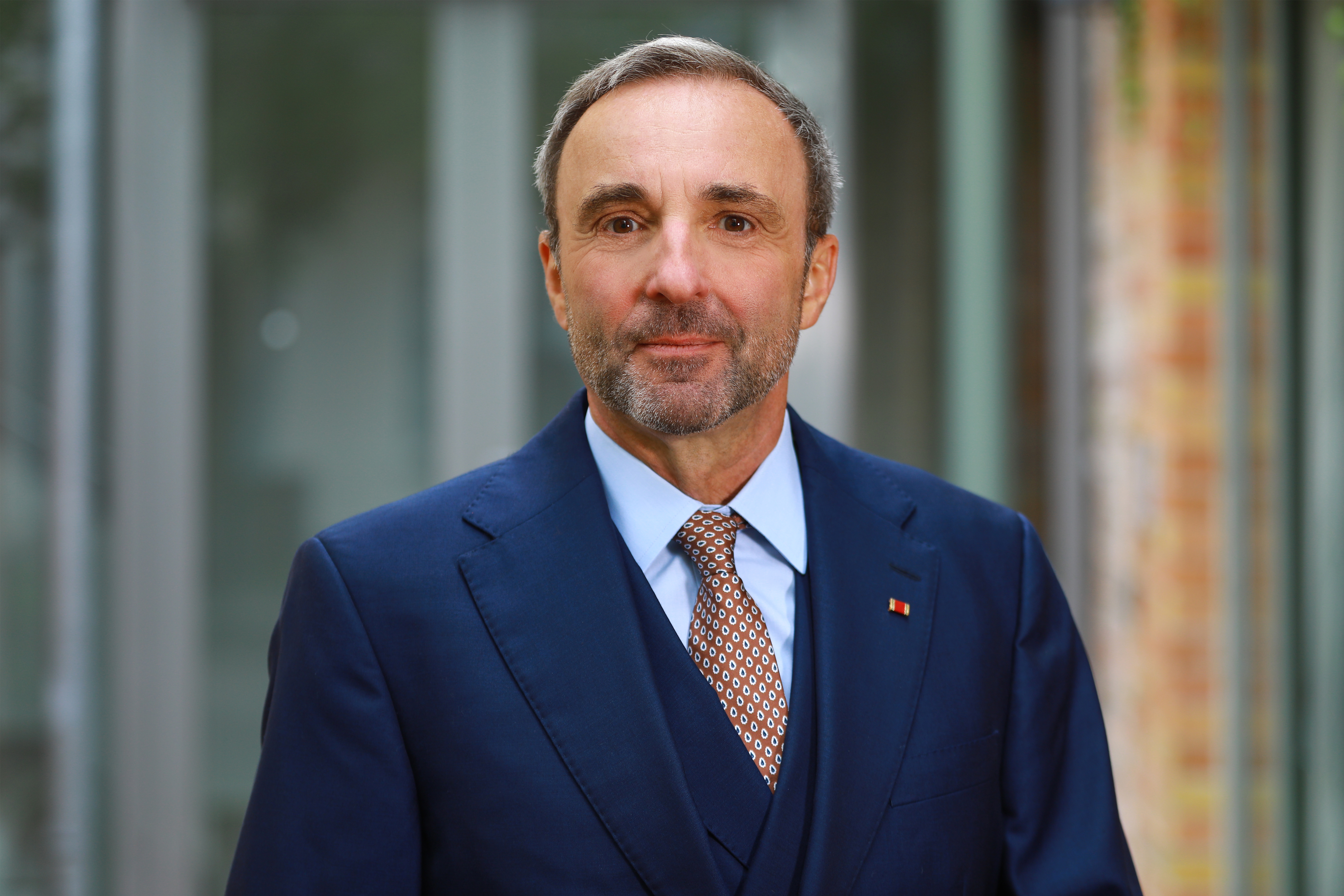
Andreas Siegert

Andreas Siegert (* 2. September 1959 in Berlin) ist ein deutscher Wirtschaftswissenschaftler und ehemaliger Politiker (SPD). Er war in der 3. Wahlperiode (1998–2002) Mitglied des Landtages von Sachsen-Anhalt.

## Leben
Der Berliner Andreas Siegert begann nach dem Realschulabschluss 1976 eine zweijährige Ausbildung zum Sozialversicherungsfachangestellten und übte den Beruf von 1978 bis 1981 bei der BfA Berlin aus. Nach erfolgreichem Erwerb der Fachhochschulreife in einem berufsbegleitenden Abendkurs studierte er Betriebswirtschaftslehre an der FH für Wirtschaft Berlin. Anschließend arbeitete er als Controller in diakonischen Einrichtungen, bevor er sich 1991 als Unternehmensberater selbständig machte. Neben seiner Selbständigkeit studierte er von 1993 bis 1995 in Berlin und Cambridge internationales Management (MBA). Für das RKW Sachsen-Anhalt betreute er ein europäisches Projekt mit dem kleine und mittlere Unternehmen auf die EURO-Umstellung vorbereitet wurden.
Bei der Landtagswahl in Sachsen-Anhalt 1998 vertrat Siegert den Wahlkreis 45 (Querfurt), in dem er mit 35,8 % das erste und bislang einzige Mal das Direktmandat für die SPD gewann. Im Landtag arbeitete er im Bildungsausschuss (als Sprecher für berufliche Aus- und Weiterbildung), dem Petitionsausschuss, dem Ältestenrat und der Enquete-Kommission „Zukunftsfähiges Sachsen-Anhalt“. Im Abschlussbericht der Enquetekommission gab er seine von der Fraktion abweichende Meinung zu Protokoll. Insbesondere setzte sich Andreas Siegert für Investitionen in Bildung ein, um die Zukunftsfähigkeit Sachsen-Anhalts zu stärken. Er ist seit 2008 nicht mehr Mitglied der SPD.
Von 2002 bis 2007 war Andreas Siegert als Berater in der Russischen Föderation tätig (Oblastverwaltung Jaroslawl, IHK Moskau). Parallel forschte er zum Wanderungsverhalten russischer Akademiker. Er promovierte 2008 an der Gottfried Wilhelm Leibniz Universität Hannover.
Andreas Siegert übernahm einen Lehrauftrag an der Universität Potsdam und eine Vertretungsprofessur an der Fachhochschule Merseburg. Zudem hielt er Vorlesungen an der Bauman University Moskau und am Politechnicum Mailand.
Seine Forschungsschwerpunkte liegen in den Bereichen ländliche Entwicklung, Integration und Migration. Im Rahmen des Projektes „anKommen - willKommen“ mit dem Zentrum für Sozialforschung Halle wurden Aspekte der gesellschaftlichen Integration von Flüchtlingen, infrastrukturellen Hürden der Aufnahme in peripheren Regionen oder der Anwerbung internationaler und nationaler Fachkräfte in die Region Leipzig untersucht. In einem weiteren Projekt untersuchte er personalpolitische Maßnahmen zur betrieblichen Eingliederung von Flüchtlingen. Gemeinsam mit dem Fußballverband Sachsen-Anhalt erarbeitete Andreas Siegert ein Positionspapier, in dem auf die schwierige Situation von Fußballvereinen im ländlichen Raum als Folge des demografischen Wandels hingewiesen wird.
Seine Arbeit wurde 2019 mit dem Bundespreis Nachhaltigkeit in der Kategorie Gesellschaft ausgezeichnet. 2022 verlieh ihm zudem der Bundespräsident für diese Forschungsarbeit und sein ehrenamtliches Engagement zur Anwerbung von Fachkräften, der Stärkung strukturschwacher Räume und der Integration Geflüchteter die Verdienstmedaille des Verdienstordens der Bundesrepublik Deutschland.
In einem Projekt untersuchte Siegert z. B. personalpolitische Maßnahmen zur betrieblichen Eingliederung von Flüchtlingen. Gemeinsam mit dem Fußballverband Sachsen-Anhalt erarbeitete Andreas Siegert ein Positionspapier, in dem auf die schwierige Situation von Fußballvereinen im ländlichen Raum als Folge des demografischen Wandels hingewiesen wird.
Gemeinsam mit Sören Brenner und Geflüchteten erarbeitete und publizierte er ein Kinderbuch, mit dem insbesondere die Integrationsarbeit in Kindergärten und Schulen gefördert wird.
Im Jahr 2019 wurde Andreas Siegert als parteiloser Kandidat über die Liste von Bündnis 90/Die Grünen in den Gemeinderat der Verbandsgemeinde Weida-Land gewählt und als Sachkundiger Einwohner in Ausschüsse des Kreistags berufen.

## Veröffentlichungen
- Andreas Siegert, Soeren Brenner (Hrsg.), Mein buntes Zuhause – Über Fremdes und Vertrautes, Mirabilis Verlag 2022, ISBN 3-947857-14-4